# Valerietta bulgarica
Valerietta bulgarica là một loài bướm đêm trong họ Noctuidae.